# Michael Marcus (Schauspieler)
Michael Marcus Morgan ist ein englischer Schauspieler. Größere Bekanntheit erreichte er als Darsteller des Henry Tudor in der britischen Fernsehserie The White Queen (2013). Größere Nebenrollen spielte er auch in Der Medicus (2013) und Die Entdeckung der Unendlichkeit (2014).

## Karriere
Im Jahr 2011 spielte Marcus die Rolle des Peter, eines eifrigen Comic-Lesers mit Zukunftsvisionen, in zwei Folgen der dritten Staffel von Misfits.
Später spielte er eine Rolle in dem zehnteiligen Historiendrama der BBC The White Queen, der (Teil-)Verfilmung einer Romanreihe von Philippa Gregorys "Der Cousinenkrieg" aus dem Jahre 2013. Marcus stellt die Rolle des Henry Tudor dar, dem Thronprätendenten aus dem Hause Lancaster, welcher die Tudor-Dynastie begründete.
Anfang April 2014 wurde bekanntgegeben, dass Marcus die Hauptrolle des Valentine in der Produktion des Werks The Two Gentlemen of Verona der Royal Shakespeare Company übernehmen soll. Marcus selbst beschrieb den Charakter seiner Rolle als einen Mann "der irgendwie vor etwas wegzulaufen scheint, anstatt auf etwas zuzugehen. Aber ich denke, [er] versucht sich selbst davon zu überzeugen, dass das, was er will, in Mailand und nicht zu Hause ist".

## Filmografie

### Film
- 2013: The Invisible Woman
- 2013: Der Medicus
- 2014: Die Entdeckung der Unendlichkeit

### Fernsehen
| Jahr      | Titel           | Rolle                        | Anmerkungen            |
| --------- | --------------- | ---------------------------- | ---------------------- |
| 2007      | Nearly Famous   | Pete                         | 1 Episode              |
| 2007–2008 | Casualty        | Mike Prickard / Drew Meadway | 2 Episoden             |
| 2011      | Misfits         | Peter                        | 2 Episoden             |
| 2013      | The White Queen | Henry Tudor                  | 3 Episoden             |
| 2013      | Ripper Street   | Sebastian Ferranti           | 1 Episode              |
| 2013      | Lucan           | James Fox                    | Fernsehfilm (2 Folgen) |
| 2015      | Siblings        | Sebastian                    | 1 Episode              |

## Theater
- 2014: The Two Gentlemen of Verona (als Valentine), Royal Shakespeare Company